# Alexander Wohl

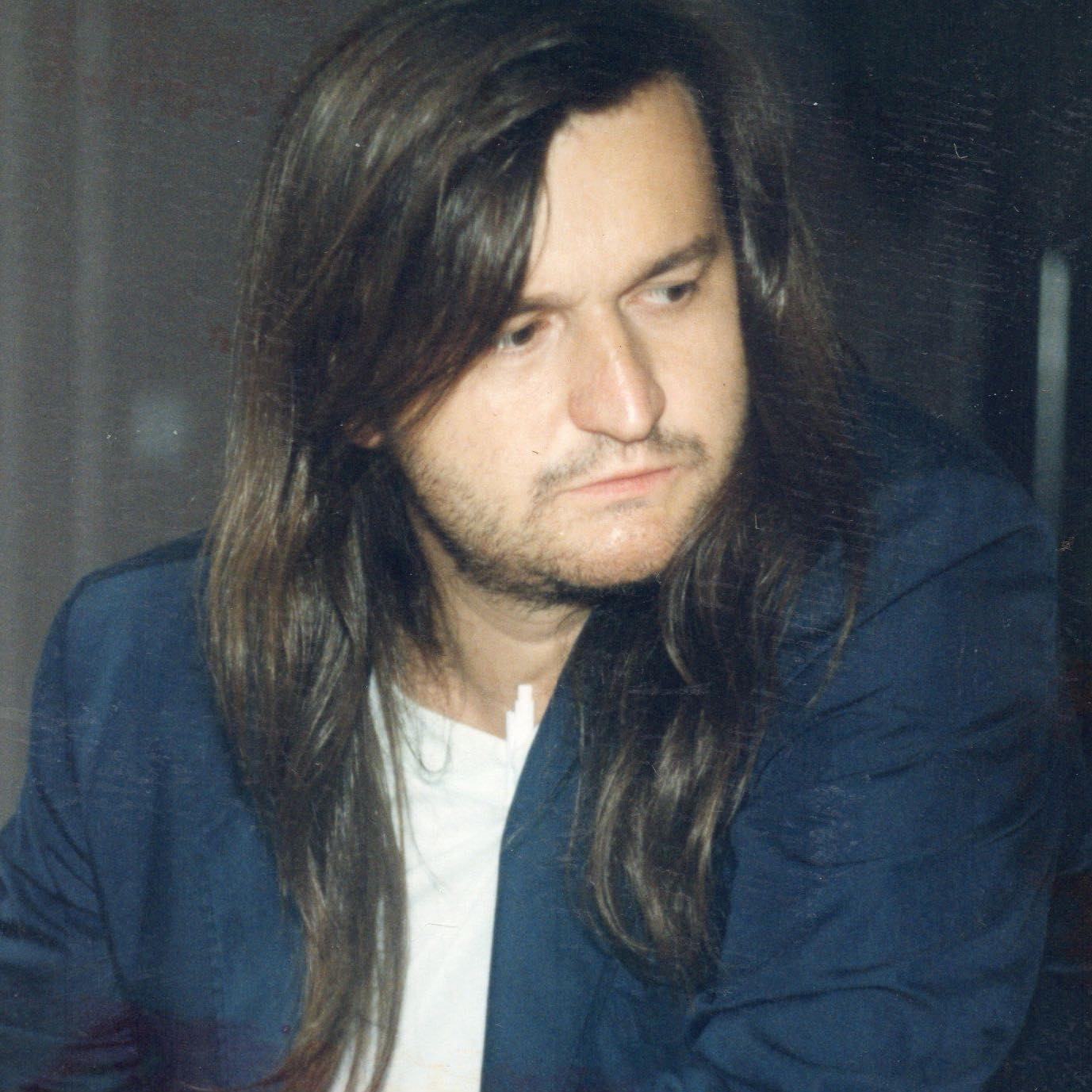
Alexander Wohl

Alexander Wohl (beim Weltschachbund FIDE Aleksandar H. Wohl; * 21. Juli 1963) ist ein australischer Schachspieler. Seit 1994 trägt er den Titel Internationaler Meister. 

## Leben
Wohl besitzt die australische Staatsangehörigkeit, wurde aber im ehemaligen Jugoslawien geboren und wuchs in Österreich auf. Er studierte an der Prirodoslovno-matematički fakultet (PMF) in Zagreb Geologie. Aufsehen erregte er, als er 2010 in elf Tagen per Fahrrad und Zelt die Strecke zwischen Trondheim und Tromsø zurücklegte, um am dortigen Artic Chess Challenge-Turnier teilzunehmen. Als wichtigste Zeit seiner Schachkarriere bezeichnete er die Zeit, als Tony Miles in den 1990er-Jahren sechs Monate sein Gast war. In dieser Zeit stieg seine Spielstärke von 2200 auf 2400 Elo. Nachdem er auch einige Jahre in Frankreich gelebt hat, wohnt er derzeit im australischen Byron Bay.

## Erfolge
1991/92 gewann er die australische Einzelmeisterschaft, die offene australische Einzelmeisterschaft konnte er 2009 gewinnen. Im Jahr 2000 gewann er das ozeanische Zonenturnier in Auckland mit 7,5 Punkten aus 9 Partien und einem Punkt Vorsprung vor Zhao Zong-Yuan. Er qualifizierte sich mit diesem Sieg für die Weltmeisterschaft 2000 in Neu-Delhi, schied dort jedoch in der ersten Runde gegen Alexander Galkin aus.
Für die australische Nationalmannschaft spielte er bei sechs Schacholympiaden: 1992, 1996, 2000, 2002, 2006 und 2012, wobei er sein bestes Ergebnis bei der Olympiade 2006 in Turin hatte: Mit einer Elo-Leistung von 2649 erzielte er am ersten Reservebrett sieben Punkte aus acht Partien.
Im Vereinsschach war er in Deutschland Mitglied des SK Weilheim. In Österreich spielte er zuerst für den Innsbrucker SK, ab 2006 für Zirl und in der Saison 2010/11 für den SC Kroell-Technik Schwaz. In der Four Nations Chess League spielte er von 2000 bis 2003 für Slough.
Seine Elo-Zahl beträgt 2335 (Stand: Dezember 2014), damit liegt er auf dem 21. Platz der australischen Elo-Rangliste. Die bisher höchste Elo-Zahl Alex Wohls war 2461 im Juli des Jahres 2000.